# Église catholique en France pendant la Seconde Guerre mondiale
L’Église catholique en France pendant la Seconde Guerre mondiale a joué un rôle de première importance dans l'histoire du régime de Vichy, tant en zone libre qu'en zone occupée. Avec l'avènement au pouvoir du maréchal Pétain, elle se retrouve dans une grande proximité avec le nouveau chef de l'État et le nouveau gouvernement.
Elle doit prendre position sur les problèmes de l'époque, notamment la persécution des Juifs, le Service du travail obligatoire (STO) et la Résistance.

## État des lieux: L'Église catholique dans la France de 1940

### Puissance et faiblesses de l'Église dans la France de 1939
En 1939, malgré le phénomène de déchristianisation et l'absence de toute connivence avec le pouvoir politique depuis le début du siècle, le catholicisme reste la religion de la majorité des Français qui, même lorsqu'ils ne pratiquent pas régulièrement, manifestent une certaine adhésion à l'occasion des baptêmes, des mariages et des obsèques. La population catholique est encadrée par presque 50 000 prêtres diocésains et 30 000 religieuses qui restent présents même dans les régions les plus déchristianisées. La France catholique doit en effet faire face à une longue tendance à la déchristianisation, inégale selon les régions. Des indicateurs comme le taux d'ordination montrent des disparités considérables entre des diocèses comme Angers, Annecy, Besançon, Chambéry, Le Puy, Mende, Rodez, Saint-Flour, et Vannes, dont le taux est au moins quatre fois supérieur à celui des diocèses de Bordeaux, Bourges, La Rochelle, Marseille, Paris, Périgueux et Perpignan.
La déchristianisation est un phénomène de défection que subit l'Église catholique de France depuis le dix-huitième siècle. Ce n'est qu'à l'occasion de la Première Guerre mondiale que le clergé français, qui a partagé la vie du peuple dans les tranchées, découvre l'étendue et la profondeur de la déchristianisation. Selon Jacques Duquesne, les cardinaux et les évêques de 1940, d'anciens poilus de 1914, seraient fortement péoccupés par la déchristianisation.

### Une Église pas très républicaine, mais pas monarchiste
Depuis le fameux discours du cardinal Lavigerie prononcé à Alger en 1890 avec le soutien du pape Léon XIII, il n'est plus interdit d'être catholique et républicain. Pour autant, l'Église ne se sent pas vraiment partie prenante de cette République dont elle a reconnu la légitimité mais avec qui elle est en froid depuis le début du siècle. Les différents gouvernements de la Troisième République qui se succèdent depuis la fin du dix-neuvième siècle ne comprennent généralement que des représentants de partis anticléricaux. Pis, la situation consécutive à la loi de séparation des Églises et de l'État en 1905, qui comprend l'interdiction des congrégations, est une grande blessure pour l'Église qui a vu partir à l'étranger des milliers de religieux et de religieuses.
C'est parmi les séminaristes de 1905 que sont choisis les évêques en place en 1940. « Ils ont cru dans leur jeunesse à la fin d'un monde juste, détruit par la franc-maçonnerie et l'incroyance. Leur première vision est celle d'une Église de France persécutée par la République. La conjuration des loges, des radicaux et des socialistes vise à détruire le socialisme de la fille ainée de l'Église ». Que le centre de gravité de l'électorat catholique soit décalé à droite, c'est une réalité qui se lit en 1936 dans le résultat des élections qui donneront une majorité au Front populaire : le vote de droite et la pratique religieuse ont presque la même carte.
En froid avec la République, beaucoup de catholiques ont adhéré ou sympathisé avec les idées de l'Action française de Charles Maurras, mais la condamnation du mouvement par le pape Pie XI en 1926 a détourné les catholiques de l'engagement politique anti-républicain au bénéfice d'un engagement dans les différentes formes de l'action catholique promue par le même Pie XI. Des membres du clergé ouvertement partisans de l'Action française seront souvent bloqués dans leur carrière. Au niveau de l'épiscopat, entre 1926 et 1939, les partisans de Maurras se trouvent progressivement remplacés par de jeunes prélats ambitieux et moins marqués politiquement.
Dans les années 1930, les relations entre l'Église et le pouvoir se détendent un peu. Les dirigeants français sont désireux de s'assurer l'appui de l'Église catholique face au danger extérieur. Le 18 octobre 1937, la cathédrale de Reims est reconsacrée par le cardinal Suhard, en présence du président de la République Albert Lebrun.

Après la déclaration de guerre, lorsqu'au nom de l'épiscopat, le cardinal Liénart demande au gouvernement Daladier une aide financière pour l'enseignement libre, le ministre Jean Zay répond favorablement dans le principe.

### La stratégie de reconquête et l'anticommunisme
En butte aux brimades des autorités laïques, consciente du phénomène de déchristianisation de masse, le développement de l'action catholique est la forme que l'Église donne à sa stratégie de reconquête : différents mouvements spécifiques sont créés pour quadriller l'ensemble de la population : par exemple, pour les jeunes, la JEC cible les étudiants, la JAC les jeunes agriculteurs, la JOC les jeunes ouvriers. En marge de l'action catholique proprement dite, le scoutisme s'est largement développé dans les milieux chrétiens.
La concurrence avec le communisme, ouvertement anti-religieux et condamné en 1937 par l'encyclique Divini Redemptoris, pousse la papauté à privilégier le développement de l'action catholique ouvrière et le développement de syndicats chrétiens. Il peut en résulter une propension de certains à se ranger du côté de la classe ouvrière comme l'évêque de Lille, Mgr Liénart, n'hésitant pas à irriter le patronat.
Pour beaucoup d'intellectuels catholiques tels que Jacques Chevalier (futur ministre de l'instruction publique de Pétain), la condamnation du communisme a légitimé le soutien à l'Espagne franquiste. Une minorité fait défection : Georges Bernanos, Emmanuel Mounier, François Mauriac.
Indépendant de la stratégie de reconquête de l'Église, le courant personnaliste, créé au début des années 1930 autour d'Emmanuel Mounier et de la revue Esprit, exerce un certain attrait sur les milieux intellectuels par son triple refus des idées libérales, du marxisme et du fascisme.

### Les évêques de 1940
Pour Michèle Cointet, ce sont des hommes prudents, écrasés par la méchanceté du monde et dociles devant l'autorité. Rescapés du tremblement de terre que constitua la séparation de l'Église et de l'État. Elle ajoute que le corps épiscopal de 1940 est relativement jeune, car renouvelé après 1926, année de la condamnation de l'Action française. Entre 1926 et 1936, quarante sièges épiscopaux changent de titulaires. Pour le nonce apostolique envoyé de Pie XI, les bons candidats à l'épiscopat sont ceux qui font preuve de simplicité et d'intérêt pour les questions sociales, et d’une saine indifférence à la politique.
En France, les quatre cardinaux sont : Alfred Baudrillart, recteur de l'Institut catholique de Paris et membre de l'académie française, Pierre Gerlier, ancien avocat, archevêque de Lyon, Emmanuel Suhard qui est un enfant de petit métayer, ancien professeur de séminaire en 1935 et archevêque de Paris, Achille Liénart, archevêque de Lille, issu de la moyenne bourgeoisie de Lille, qui s'oppose au patronat du Nord en soutenant un syndicalisme chrétien (CFTC). Le cardinal Eugène Tisserant a un rôle fort important à la curie romaine ; fortement antinazi, il est le seul des cardinaux qui aurait préféré, au moment du conclave de 1939, l'ancien nonce en France, Luigi Maglione, qu'il supposait moins germanophile, à Eugenio Pacelli.

### L'entrée en guerre et la défaite
L'entrée en guerre provoque un regain de patriotisme chez les catholiques et le retour d'une tendance à l'union sacrée. Par exemple, le 3 septembre 1939, Mgr Piguet, évêque de Clermont-Ferrand, écrit aux séminaristes de son diocèse qui sont mobilisés : « Aujourd'hui, le service de la France unanime contre la tyrannie nazie devenue l'allié de la barbarie bolchevique, a appelé un grand nombre d'entre vous sous les drapeaux. Une fois de plus, la cause du droit, de la liberté de la paix, de la civilisation chrétienne a pour champion la France et ses alliés ». Un peu plus tard, il désigne les Allemands comme des « Ostrogoths motorisés », et puis, pour les fêtes de Noël 1939, devant les choristes de la cathédrale « À genoux, pas devant les boches ! ».
Le 19 mai 1940, en présence du gouvernement au complet, une messe est célébrée à Notre-Dame de Paris avec Mgr Roger Beaussart, évêque auxiliaire de Paris, le cardinal Alfred Baudrillart et Mgr Gawlina, vicaire aux armées polonaises. Dans son homélie, Mgr Beaussart n'hésite pas à ranger la France du côté de Dieu : « Dieu donnera la victoire aux Français parce que leur cause est juste et parce qu'ils ne combattent ni par haine ni par cupidité ». Juste retour de cette contribution à l'élan patriotique, le ministre de l'intérieur Georges Mandel autorise officieusement les congrégations à revenir sur le sol national.
Lors de la débâcle, deux institutions ne cèdent pas à la panique et restent sur place : Les municipalités et l'Église. Georges Mandel nomme le cardinal Liénard grand officier de la Légion d'honneur pour être resté à son poste, à Lille.
Si la débâcle de juin 1940 déclenche un vaste mouvement de ferveur religieuse, la défaite de 1940 dans son ensemble provoque chez les catholiques, entraînés à ce genre d'exercice, un immense sentiment de culpabilité. Certes, il s'agit souvent de battre sa coulpe, comme on dit, sur la poitrine des autres, c'est-à-dire, pour certains catholiques, de rejeter la responsabilité de la défaite sur les instituteurs officiers de réserve qui auraient lâché pied les premiers.
Dans la Croix du 28 juin 1940, Mgr Saliège, évêque de Toulouse écrit :

« […] Pour avoir chassé Dieu de l'école, des prétoires de la nation, pour avoir supporté une littérature malsaine, la traite des blanches, pour la promiscuité dégradante des ateliers, des bureaux, des usines, Seigneur, nous vous demandons pardon […] Quel usage avons-nous fait de la victoire de 1918 ? Quel usage aurions-nous fait d'une victoire facile en 1940 ? […] »

Beaucoup de catholiques parleront de Rédemption. Dans un camp de la JEC, au cours de l'été 1940, on organise un long chemin de croix à travers les ronces.

## La proximité des catholiques avec le régime de Vichy

### Le cléricalisme des gouvernements de Vichy
La proximité de l'Église catholique et de l'État français de Pétain ne saurait être mieux illustrée que par la célèbre formule prononcée dans son homélie par le cardinal Gerlier, le 18 novembre 1940 à Lyon : « Pétain, c'est la France et la France, aujourd'hui, c'est Pétain ».
Beaucoup d'historiens ont noté que dans l'entourage de Pétain on trouvait toutes les droites et parmi celles-ci des catholiques de toutes tendances comme Xavier Vallat, proche de l'Action française et membre de la Fédération nationale catholique, qui fut le premier secrétaire général aux questions juives, ou Jacques Chevalier, universitaire et catholique traditionaliste, disciple de Bergson, qui fut secrétaire d'État puis ministre de l'instruction publique dès 1940. Pour Robert Aron, lui-même personnaliste, la Révolution nationale prônée par Pétain s'inspire de deux tendances, l'une nationaliste, maurassienne, et l'autre, personnaliste.
Indépendamment de ces personnalités, marquées politiquement, l'État français de Pétain va rechercher avec un succès certain le soutien de l'Église catholique. Les soutanes se pressent autour du maréchal qui, en retour leur témoigne beaucoup de respect au point qu'on a pu parler d'un régime clérical à la française. De nombreux prêtres participent aux diverses manifestations de la Légion française des combattants devenue l'organisation de masse du régime. François Valentin, l'un des principaux dirigeants de la Légion est un catholique reconnu, ancien dirigeant régional de l'Association catholique de la jeunesse française.
Si les divers courants catholiques sont bien représentés dans les sphères du pouvoir, ils ne seront jamais hégémoniques. On trouve aussi dans les gouvernements qui se succèdent à Vichy des radicaux-socialistes, voire d'anciens francs-maçons tels Marcel Peyrouton, ministre de l'intérieur à partir de septembre 1940. Les deux premiers ministres, Pierre Laval et François Darlan, sont tous deux complètement étrangers aux milieux catholiques. Par contre, il y a communauté de vues entre la hiérarchie catholique et Pétain qui déclare le 25 juin 1940 :

« […] L'esprit de jouissance a détruit ce que l'esprit de sacrifice a édifié. C'est à un redressement intellectuel et moral que je vous convie. Convaincu que l'Église peut aider au redressement moral qu'il envisage, le chef de l'État est bien disposé à accueillir toutes les demandes qu'elle lui présentera […]. »

Les premières demandes concerneront les congrégations et l'école.

### Adhésion à la Révolution nationale et vénération du maréchal
Dès qu'ils prennent connaissance des grandes lignes de la Révolution nationale que le nouveau chef de l'État propose aux Français, les catholiques y reconnaissent leurs idées. « Travail, Famille, Patrie, ces trois mots sont les nôtres ! » proclame le cardinal Gerlier au congrès de la Ligue ouvrière chrétienne.
Pour la majorité des catholiques, Pétain fait rapidement figure d'homme providentiel et vénéré. À partir d'octobre 1940, les différents évêques ne se lassent pas des évocations les plus élogieuses vis-à-vis du maréchal. L'homélie de novembre 1940 du cardinal Gerlier n'est pas un cas isolé. En octobre 1940, l'archevêque d'Aix-en-Provence, Mgr du Bois de la Villerabel, le premier, exhorte ses prêtres à se serrer, sans hésitation autour de l'illustre maréchal. Le 11 novembre, Mgr Piguet, évêque de Clermont-Ferrand salue dans le chef de l'État, une chance pour la France « dotée par la Providence de l'homme capable d'atténuer ses malheurs… ». En cette fin de l'année 1940, les déclarations d'évêques en faveur du nouveau régime sont si nombreuses qu'en 1942, les services de propagande les réuniront dans une brochure largement diffusée.
De son côté, Pétain, catholique de formation, mais qui ne pratiquait pas et n'avait pas jugé utile de se marier religieusement avec Eugénie Hardon devenue sa femme en 1920, se tourne vers la religion, aimant à proclamer qu'« une bonne messe n'a jamais fait de mal à personne » et régularise son mariage en 1941.

### Les congrégations
La loi du 1er juillet 1901 imposait aux congrégations de demander une autorisation législative (Voir l'article Histoire des congrégations chrétiennes). Entre mars et juin 1903, la Chambre des Députés avait rejeté la plupart des demandes d'autorisation. De plus, la loi du 7 juillet 1904 interdisait l'enseignement aux membres des congrégations. En conséquence, 19 000 membres de congrégations ont dû quitter le pays. Dans les années qui précèdent la guerre, de nombreux républicains souhaitent un rapprochement avec l'Église, mais aucune loi ne peut voir le jour avant 1940. Une des raisons pour lesquelles l'État républicain est incapable de revenir sur la législation de 1901-1904 est qu'il se heurte inexorablement aux sénateurs, gardiens intransigeants des principes laïcs. L'expulsion en 1903 de 48 moines du monastère de la Grande Chartreuse est resté gravé dans les mémoires et a acquis un caractère symbolique. Le retour des trois premiers chartreux le 21 juin 1940 suit de près la nomination de Pétain comme président du conseil, et marque également les esprits, malgré la débâcle. Ainsi, l'écrivain catholique Paul Claudel écrit-il dans son journal à la date du 5-7 juillet 1940 :

« […] La France est délivrée après soixante ans de joug du parti radical et anticatholique (professeurs, avocats, juifs, francs-maçons). Le nouveau G. invoque Dieu et rend la Gr. Chartreuse aux religieux. Espérance d'être délivrés du suffrage universel et du parlementarisme […]. »

En fait, le retour des Chartreux avait été autorisé par Georges Mandel le 9 juin 1940, mais il était quand même illégal et ne sera pleinement régularisé que par la loi du 21 février 1941. En attendant, l'affaire des congrégations va revêtir un caractère symbolique dans les relations entre l'Église et le nouvel État français. La loi du 3 septembre 1940, rédigée sous l'autorité de Raphaël Alibert, abolit l'article 14 de la loi de 1901 interdisant l'enseignement aux congrégations non autorisées et la loi du 7 juillet 1904 interdisant l'enseignement aux membres des congrégations, même autorisées et prononçant la suppression des noviciats.
Désormais, il est possible, par exemple aux Frères des Écoles chrétiennes de reprendre leurs activités d'enseignement dans leurs établissements, mais l'Église veut plus, en particulier, le règlement de tout ce qui concerne le patrimoine des congrégations. Elle voudrait également que les congrégations soient considérées comme de simples associations, ce qui les soumettrait à une simple déclaration. Des membres du gouvernement comme Peyrouton, ministre de l'Intérieur, reprennent alors l'argument classique contre les congrégations : la congrégation n'est pas une association comme une autre, le lien entre les membres de la congrégation est strict, ces derniers abandonnant tous les éléments au profit du groupe. La congrégation relève d'une puissance étrangère, le Vatican. Et Peyrouton de préciser son objection : « On vient d'interdire les sociétés secrètes. Attention de ne pas entraver l'autorité de l'État en créant une exception ».
La crise politique qui voit le départ de Pierre Laval à la fin de 1940, élimine également Peyrouton, mais c'est l'éminence grise de Darlan, Henri Moysset, qui prend le relais de Peyrouton pour défendre les intérêts de l'État, et il faut attendre le 17 avril 1942 pour voir l'abrogation de l'autorisation par le Parlement. Une congrégation doit cependant être reconnue par l'État, c'est-à-dire, pratiquement par le Conseil d'État. Ce statut des congrégations a été conservé dans les décennies suivantes, mais dans l'immédiat, on assiste à une fronde des congrégations menée par le supérieur de l'Abbaye Saint-Pierre de Solesmes qui adopte une position maximaliste, refusant de faire la demande devant le Conseil d'État. De plus, le Vatican est défavorable à une disposition de la loi qui précise que la reconnaissance d'une congrégation est subordonnée à la résidence en France du supérieur de la congrégation. Finalement, à la Libération, il s'avère que la loi n'a pas été utilisée. Seules trois congrégations mineures ont obtenu la reconnaissance légale.

### L'école
Dès l'été 1940, l'épiscopat réitère auprès du nouveau gouvernement les demandes d'aide à l'enseignement libre pour lesquels des pourparlers avaient été engagés avec le gouvernement Daladier. L'enseignement privé, c'est-à-dire, pour l'essentiel, catholique, regroupe à cette époque 1 300 000 élèves. L'interlocuteur de l'épiscopat est alors Jacques Chevalier, responsable de l'Instruction Publique au gouvernement qui fait paraître, dès septembre 1940, une série de lois et décrets.
- La loi du 15 octobre donne aux enfants des écoles privées le droit d'être secourues par la caisse des écoles.
- Quelques semaines après la fermeture des écoles normales d'instituteurs, le 6 décembre, il est annoncé que les instituteurs doivent enseigner « les devoirs envers Dieu ». Il s'agit en fait de sortir de l'ombre un vieux décret de 1923 qui n'avait jamais été suivi.
- Une loi du 6 janvier 1941 permet aux communes d'accorder des subventions aux écoles privées.
- Toujours le 6 janvier 1941, une autre loi introduit dans l'horaire scolaire l'enseignement religieux en option.
- Une loi du 22 février 1941 permet aux enfants de l'enseignement libre de bénéficier des bourses nationales.

Ces différentes mesures qui satisfont parfaitement l'épiscopat heurtent les sentiments des laïcs avec lesquels les gouvernements doivent aussi composer. Otto Abetz, ambassadeur nazi à Paris, trouve également les milieux de Vichy trop cléricaux. En février 1941, Darlan, nouveau premier ministre, agacé par les cléricaux de Vichy, remplace Jacques Chevalier par Jérôme Carcopino, qui avait posé comme condition à sa nomination l'abrogation des derniers textes législatifs. Malgré l'opposition de certains membres du gouvernement dont le garde des Sceaux Joseph Barthélemy, Carcopino réussit à faire adopter la loi du 10 mars 1941 qui précise que l'instruction religieuse doit être donnée en dehors des édifices scolaires. Les instituteurs ne doivent plus parler de « Dieu », mais des valeurs spirituelles.
La majorité des évêques est hostile au revirement du gouvernement, mais c'est pour l'octroi de subventions à l'enseignement privé que l'Église catholique de France dépense le plus d'énergie. Pétain enjoint à Carcopino de préparer une loi permettant cette subvention. Les négociations avec l'Église représentée par le cardinal Suhard, archevêque de Paris, ne sont pas faciles, mais elles aboutissent finalement à la loi du 2 novembre 1941. En 1942, le gouvernement verse trois cent quatre-vingt-six millions de francs à l'enseignement privé. En 1943 la somme est augmentée de cent millions. Les budgets de 1942, 1943 et 1944 prévoient aussi une subvention pour les Instituts catholiques ainsi que pour trois facultés protestantes.
Un arrêté du 1er janvier 1943, qui reste dans le cadre de la loi de 1905, crée un service d'aumônerie dans les collèges modernes et techniques récemment créés.

## La vie de l'Église entre 1940 et 1944

### Ferveur catholique et reprise des vocations sacerdotales
D'une façon générale, la défaite, puis la dureté de la vie sous l'occupation, ont suscité un renouveau de la ferveur religieuse qui s'est marqué par une participation accrue des fidèles aux différentes formes de la pratique religieuse et par un afflux des futurs prêtres vers les séminaires comme le montre le tableau de l'évolution du taux d'ordination établi par le chanoine Boulard.
| 1900-1904 | 1909-1913 | 1925-1929 | 1934-1938 | 1940-1947 | 1948-1950 |
| --------- | --------- | --------- | --------- | --------- | --------- |
| 51        | 30        | 30        | 39        | 50        | 39        |

Le taux d'ordination est le rapport entre le total des ordinations sur 5 ans dans une population de 10 000 jeunes hommes de 25 à 29 ans.

### Mouvements de jeunesse et action catholique
Les mouvements de jeunesse catholiques connaissent une progression impressionnante pendant les années d'occupation. D'après Michèle Cointet la moitié des 5 200 000 jeunes de la tranche 14-21 ans est affiliée à un mouvement.
| Mouvements                                          | Effectifs |
| --------------------------------------------------- | --------- |
| Scouts de France                                    | 110 000   |
| ACJF (JEC, JAC, JOC, JIC, JMC)                      | 720 000   |
| Union chrétienne de jeunes gens et de jeunes filles | 22 000    |
| Compagnons de France                                | 28 000    |
| Cœurs vaillants, Âmes vaillantes                    | 1 200 000 |

(Les Compagnons de France ne sont pas, à proprement parler, un mouvement catholique)
La position de ces mouvements de jeunesse par rapport aux autorités est opposée selon qu'ils se trouvent en zone libre ou en zone occupée. Ainsi, en zone libre, dans les premières années tout au moins, les mouvements de jeunesse catholiques vivent en osmose avec le régime de Vichy, alors qu'en zone occupée, il existe une méfiance réciproque entre les occupants et les catholiques qui savent qu'en Allemagne, tous les mouvements de jeunesse ont été dissous au profit des Hitlerjugend. De fait, les Allemands commencent par interdire le scoutisme, trop voyant à leurs yeux et prétendent subordonner l'existence de toutes les associations à une demande d'autorisation à laquelle se refusent la plupart des dirigeants. Pour offrir une couverture aux différents mouvements, l'épiscopat est conduit à souligner fortement que les mouvements d'action catholique sont des mouvements d'Église dont ils ont reçu un mandat. Après la guerre, l'affirmation de cette dépendance directe de la hiérarchie sera une source de conflit entre la hiérarchie et certains mouvements qui aspirent à plus d'indépendance.
Les Allemands posent donc des scellés au quartier général de scouts de France. Les groupements de scouts devront donc poursuivre leurs activités de façon clandestine. À Rennes, en avril 1941, la police allemande appose également des scellés aux locaux du quartier général de la JAC replié à Rennes. Le projet d'Hitler, cependant, n'est pas de faire une France à l'image de l'Allemagne, mais de mettre la France au service de l'Allemagne, et peut-être vaut-il mieux pour les Allemands que les jeunes Français fréquentent les mouvements catholiques que les organisations communistes. Une entrevue entre le cardinal Suhard et Otto Abetz le 27 mai 1941 permet de désamorcer le conflit et de trouver un modus vivendi qui va durer deux années. Au printemps 1943, les relations se dégradent entre les autorités d'occupation et l'Église. Deux aumôniers des Cœurs Vaillants sont emprisonnés pour trois mois pour « reconstitution de mouvement interdit ». En août, les Allemands arrêtent l'abbé Guérin, aumônier et fondateur de la JOC. En octobre 1943, l'Assemblée des cardinaux et archevêques revendique dans une note transmise à l’occupant par le cardinal Suhard le maintien de la tolérance dont avaient joui pendant deux ans les divers mouvements. La réponse des Allemands parvient en avril 1944 : l'évêque devra informer les autorités allemandes de toute manifestation de 200 à 600 personnes et demander une autorisation pour les réunions de plus de 600 personnes. L'épiscopat refuse de signer, mais bientôt le débarquement va faire passer ces escarmouches au second plan.
En zone libre, les mouvements de jeunesse catholiques se trouvent choyés par le régime avec lequel ils sont en phase. Lorsque le général Colson, secrétaire d'État à la guerre, donne mission au général de La Porte du Theil de mettre sur pied les Chantiers de la jeunesse, il lui présente le scoutisme comme un modèle éventuel. La Porte du Theil est lui-même ancien chef scout, et il demande à l'aumônier général des Scouts de France, le père Forestier, de devenir aumônier des chantiers de jeunesse. De fait, la vie aux chantiers de jeunesse, avec ses veillées et ses saluts aux couleurs, ressemble à celle d'un camp scout. C'est un autre ancien chef scout, Henry Dhavernas qui est à l'origine de la fondation des « Compagnons de France », qui rassemble de jeunes chômeurs et qui va faire figure un moment d'embryon de mouvement officiel du nouveau régime. Mais, le 24 juillet 1941, l'Église s'oppose très fermement au principe d'un mouvement de jeunesse unique.

## L'Église et les Juifs

### Le silence face aux lois antijuives de Vichy
Dans la France du début du vingtième siècle, beaucoup de catholiques s'étaient placés dans le camp antidreyfusard, largement antisémite. Avec la Première Guerre mondiale et le mouvement d'union sacrée qui en résulte, l'antisémitisme perd de sa virulence et plus tard, à la fin des années trente, les différentes mouvances catholiques condamnent l'antisémitisme qui sévit en Allemagne.
Au début du mois d'octobre 1940, le gouvernement français représenté notamment par le garde des Sceaux Raphaël Alibert publie une série de lois discriminatoires vis-à-vis des Juifs français à qui il devient interdit, par exemple, d'exercer dans la fonction publique. Les naturalisations de 15 154 étrangers concernant 6 000 Juifs, postérieures à 1927, sont remises en cause. Les étrangers de "race" juive (d'origine juive) peuvent être internés sur décision administrative. La loi du 3 octobre qui crée un statut des Juifs définit aussi à qui s'applique le statut : toute personne ayant au moins trois grands-parents Juifs.
Le gouvernement de Vichy avait tenu l'Église au courant du projet de loi sur le statut des Juifs. Le 31 août 1940, Mgr Gerlier en a parlé devant l'Assemblée des cardinaux et archevêques (ACA) en soulignant la « bonne volonté manifeste du gouvernement ».

« […] D'une part, le fait de l'existence d'une communauté juive internationale à laquelle sont rattachés les Juifs de toutes les nations et qui fait que ceux-ci ne sont pas des étrangers ordinaires accueillis dans un pays, mais des gens inassimilés, peut obliger un État à prendre des mesures de précaution au nom même du bien commun. D'autre part, cependant, un État ne peut chasser les Juifs sans distinction de leurs activités, leur dénier les droits qu'ils tiennent de la nature dans l'ordre individuel ou familial […] »

Les autorités religieuses n'approuvèrent pas le statut du 3 octobre 1940, mais il ne suscita pas la moindre réaction publique de leur part :

« Dans le silence actuel des documents, il parait incontestable que le premier statut ne suscita pas d'intervention de la part des évêques. »

Asher Cohen résume ainsi la position des évêques français : « ils donnaient carte blanche pour le statut et la loi contre les Juifs étrangers, mais aussi, sans le savoir, lançaient un avertissement contre les déportations ».
L'allocution pascale de Mgr Alexandre Caillot, évêque de Grenoble, en 1941 comporte un passage clairement antisémite :

« [L'affaiblissement de l'âme nationale française] a été l'œuvre de la franc-maçonnerie, aidée par cette autre puissance, non moins néfaste, des métèques, dont les juifs offraient le spécimen le plus marqué, sinon le plus gros contingent. »

La terminologie employée dans le compte-rendu de l'ACA révèle l'antijudaïsme latent qui subsiste dans certains milieux catholiques et qui culmine chez les catholiques proches de l'Action Française d'où sera issu Xavier Vallat qui avait milité à l'Association catholique de la jeunesse française (ACJF) avant de devenir en mars 1941 le premier responsable du Commissariat général aux questions juives, chargé de mettre en application les lois d'exclusion.
L'historien François Delpech analyse en détail les raisons de cette attitude et de ces propos des évêques en les resituant dans la mentalité socio-religieuse de l'époque, fortement travaillée par l'antisémitisme traditionnel ambiant :

« Il est clair que les milieux catholiques traditionnels étaient particulièrement exposés à la contagion de l'antisémitisme, en raison de la persistance du vieil antijudaïsme religieux et des liens qui unissaient encore le monde catholique et les milieux de droite hostiles à la République et à la laïcité […]. La presse évoluera […], mais cet antisémitisme, indissociablement économique, social et politique, a persisté et s'est aggravé avec la crise et la montée de la xénophobie. »

En 1997, 16 évêques de l'Église de France ont exprimé publiquement la repentance pour les silences vis-à-vis de la situation des juifs pendant la Seconde Guerre mondiale.

### Réprobations publiques face aux rafles
Jusqu'en août 1942, l'épiscopat français effectue quelques interventions officieuses mais n'élève aucune protestation publique contre le statut des Juifs ou contre le sort des 40 000 Juifs étrangers internés dans différents camps de la zone libre : Nexon, Gurs, Agde, Noë, Récébédou, Rivesaltes, le Vernet. Entre octobre 1940 et août 1942, on aura vu en mai 1941 les premières rafles de Juifs étrangers de la zone nord, en juin 1941 le durcissement du statut des Juifs français, en mars 1942 le départ des premiers convois de déportés, et en juillet 1942 les rafles du Vel d'Hiv. Le 23 août, alors que la police française prépare des rafles de Juifs étrangers en zone libre, Mgr Saliège, archevêque de Toulouse fait lire dans son diocèse une lettre pastorale qui condamne les rafles le plus clairement qui soit :

« […] Il y a une morale chrétienne, il y a une morale humaine, qui impose des devoirs et reconnaît des droits […] Que des enfants, des femmes, des hommes, des pères et des mères soient traités comme un vil troupeau, que les membres d'une famille soient séparés les uns des autres et embarqués pour une destination inconnue, il était réservé à notre temps de voir ce triste spectacle […] Les étrangers sont des hommes, les étrangères sont des femmes. Tout n'est pas permis contre eux […] un chrétien ne peut l'oublier […] »

Le préfet avait usé de toutes sortes de pressions pour empêcher la lecture de la lettre. Après les rafles qui ont lieu le 26 et 28 août, l'évêque de Montauban, Mgr Théas fait lui aussi lire une lettre en chaire. Le 6 septembre, c'est au tour du cardinal Gerlier, à Lyon, dont la lettre est un peu plus circonscrite, et Mgr Delay, à Marseille, qui tout en affirmant « que notre pays a le droit de prendre toutes mesures utiles pour se défendre contre ceux qui, en ces dernières années surtout, lui ont fait tant de mal » condamne les déportations « peut-être à la mort » avec la même fermeté que Mgr Saliège.
Si Laval et son chef de la police Bousquet avaient presque toujours refusé de livrer aux Allemands des Juifs français, ils comptaient céder à leurs exigences concernant les Juifs étrangers. Laval se montre donc très contrarié de l'attitude des évêques, il convoque le nonce apostolique Mgr Rocco, brandit des menaces et fait part de son étonnement devant une attitude si inflexible de la part de l'Église pour qui les mesures antisémites « n'avaient rien de très nouveau. On peut se demander si le revirement de l'Église a provoqué le revirement de l'opinion publique signalé à la même époque par le Commissariat général aux questions juives ou si les deux sont allés de pair. Toujours est-il que les deux vont produire un revirement du gouvernement français. Dans leurs pourparlers avec Oberg, chef suprême des SS et chef de la police allemande en France, Laval et Bousquet parlent d'une résistance sans pareil de la part de l'Église. Le consul général d'Allemagne à Vichy Krug von Nida présente lui aussi l'« agitation en milieu ecclésiastique » comme l'élément le plus important. En septembre 1942, une transformation se produit dans la collaboration française à la persécution des Juifs.
Une nouvelle rafle a cependant lieu le 11 septembre 1942 dans le Nord de la France.

### Action de solidarité avec les Juifs et sauvetage
Dans les rangs du clergé et des fidèles, certains n'avaient pas attendu l'été 1942 pour se préoccuper du sort des Juifs. Si le cas du père Alexandre Glasberg qui se préoccupe dès 1940 de la population étrangère internée dans les camps, est exceptionnelle, Asher Cohen écrit de lui qu'il était à la fin de 1940, le seul anti-pétainiste du clergé à Lyon, l'aide spécifique aux Juifs se généralise dans un grand nombre de paroisses après la loi du 2 juin 1941 durcissant le statut des Juifs et incitant ceux-ci à rechercher des faux certificats de baptêmes. Après les rafles de 1942 et l'évidence des risques que les familles juives couraient, les organisations juives telles que l'OSE, légale, ou les organisations parallèles mises en place par l'OSE et Georges Garel, cherchent à créer des filières pour sauver les enfants et collaborent de façon intime avec des militants chrétiens. Les pensionnats catholiques et autres institutions religieuses sont alors les destinations les plus fréquentes pour ces filières. Est-ce que les évêques sont au courant des actions de sauvetage auxquelles se livrent les religieux et religieuses sous leur responsabilité ? La réponse n'est pas toujours claire. Dans certains cas comme Mgr Paul Rémond, évêque de Nice ou Mgr Saliège, à Toulouse, il est avéré que l'organisation de diverses actions de sauvetage se fait dans l'entourage immédiat de l'évêque. Le 27 août 1942 lorsque le préfet de Lyon Angeli inquiète et assigne à résidence le père Chaillet qui vient de participer au sauvetage de 108 enfants juifs, le cardinal Gerlier qui n'était pas au courant des activités clandestines de son bras droit, le soutient contre les exigences du préfet.
Finalement, le clergé s’est impliqué considérablement dans les sauvetages : selon Marc Ferro, les membres du clergé (catholique et protestant) sont avec les fonctionnaires les deux catégories dominantes au sein de la liste des 3500 Justes français reconnus par Yad Vashem.

## Le STO

### La question du STO
Le 21 mars 1942, le nazi Fritz Sauckel est chargé d'organiser le transfert de main-d'œuvre depuis l'ensemble des pays occupés vers l'Allemagne. La France est concernée au premier chef et par voie de conséquence l'Église qui devra se positionner par rapport aux réquisitions dont font l'objet les jeunes catholiques. Entre juin et septembre 1942, le système de la Relève incite les jeunes à se porter volontaires. En septembre 1942, une loi plus autoritaire instaure une réquisition catégorielle et, finalement, la loi du 16 septembre 1942 généralise le système à des classes d'âge entières. Plus de 600 000 travailleurs français seront concernés par les différentes formes du STO (Service du travail obligatoire).
Ce n'est que les 20 et 21 janvier 1943 qu'une réunion des cardinaux et archevêques traite de la question, et quinze jours plus tard, les évêques et archevêques de la zone sud réunis à Lyon, tout en soulignant leur tristesse, demandent aux mouvements d'action catholiques d'encadrer les partants et annoncent qu'ils feront leur maximum pour assurer le service d'aumôniers.
La JOC avait déjà fait le choix, dès 1942, d'encadrer et de soutenir spirituellement les jeunes travailleurs partis en Allemagne. En 1943, l'ensemble des jeunes est naturellement hostile au départ et des dirigeants de la JEC comme André Mandouze, Gilbert Dru ou Jean-Marie Domenach mènent une campagne active contre le STO. L'Église doit faire face à deux problématiques de nature différente.
- Est-il permis de désobéir à la loi d'un gouvernement considéré comme légitime ?
- Quel apostolat exercer vis-à-vis de la masse des travailleurs français en Allemagne ?

### A-t-on le droit de désobéir?
Aux Pays-Bas, où les réquisitions sont menées directement par l'occupant, l'Église s'était prononcée contre la « collaboration à des actes d'injustice ». En France, où la réquisition est organisée par le gouvernement français, l'Église tergiverse : une motion de l'ACJF, votée à Avignon le 6 mars, qualifie la réquisition d' « atteinte au droit naturel » et l'ACJF mène campagne pour que les jeunes ne partent pas. Mais des organes de presse catholique comme la Croix de Savoie ou les Semaines Religieuses de plusieurs diocèses justifient le STO et indiquent qu'il faut s'y soumettre. Le 15 mars, au cours d'une réunion de prières réunissant 4 000 jeunes, à Roubaix, église St Martin, le cardinal Liénart, évêque de Lille, exhorte les jeunes à y aller (le Journal de Roubaix titre : « ce serait de la lâcheté de ne pas obéir […] »), puis une semaine après le cardinal expose sa pensée en trois points : l'occupant outrepasse ses droits, on peut donc désobéir sans péché, mais le devoir de charité (si je ne pars pas, un autre partira à ma place) peut inciter à partir. Le 21 mars, toujours devant une assemblée de plusieurs milliers de jeunes, le cardinal se démarque à la fois de la propagande anti-allemande (c'est mal d'aller travailler en Allemagne) et de la propagande anti-bolchevique (c'est bien d'y aller) et confirme que ce n'est pas un devoir de conscience d'accepter le STO, mais, ajoute-t-il, il ne faut pas prendre cette position par intérêt personnel et il faut poursuivre la tâche apostolique auprès des travailleurs en Allemagne. Les 6 et 7 avril, l'Assemblée des cardinaux et archevêques (ACA) s'aligne sur la position du cardinal Liénart.
À côté de cette lignes dominante de l'Église, tout au long du printemps 1943, le débat continue à opposer violemment les tenants des deux thèses opposées : insoumission ou obéissance. Les dirigeants de la JEC et de l'ACJF continuent à se prononcer ouvertement contre le départ et s'engagent de plus en plus dans l'insoumission et l'action clandestine. Ils rédigent un texte, « Éléments d'information », argumentaire doctrinal contre le STO, citant les positions des épiscopats belge et hollandais, réfutant même certaines positions de l'ACA. Après avoir vainement demandé au cardinal Gerlier, primat des Gaules et chef de l'Église de France, la position qu'ils devaient adopter à cet égard, Rémy Montagne et Maurice-René Simonnet publient un numéro de leur organe officiel Les Cahiers de notre jeunesse, dont ils savent que ce sera le dernier, qui attaque le STO avec la violence la plus féroce « Sommes-nous tous devenus des bagnards que nous trouvions chez les Français si peu de ressort ? ».
À l'opposé des dirigeants de l'ACJF, certains évêques expriment des positions nettement en retrait par rapport à la ligne dominante et attaquent vigoureusement les opposants au STO. Ainsi, Mgr Martin, évêque du Puy : « Vous savez bien que ce sont les chefs mis en place par la Providence qu'il faut suivre […] C'est si simple d'obéir aux autorités constituées […] ». Mgr Piguet, évêque de Clermont-Ferrand s'insurge aussi contre ceux qui « osent donner des consultations circulantes, différentes des directives des évêques ». L'évêque de Nîmes condamne ceux qui encouragent les requis à prendre le maquis.

### Prêtres et militants clandestins en Allemagne
Le Saint-Siège avait demandé au maréchal Pétain, par l'intermédiaire de Léon Bérard, ambassadeur de France au Vatican, que les séminaristes français soient exemptés du STO, ce qui n'était pas souhaité par les évêques français, qui entendent ne pas déserter le terrain de la reconquête du monde ouvrier, et le monde ouvrier se trouve en partie en Allemagne. 3 200 séminaristes partent donc en Allemagne dans le cadre du STO. D'autre part, à partir de la fin de 1942, des négociations sont menées entre l'épiscopat français représenté par le cardinal Suhard et le docteur Brandt, qui traite de cette question pour les Allemands, pour officialiser la présence d'aumôniers parmi les déportés du STO. À la fin du mois de mai 1943, le Dr Brandt oppose un refus définitif à la demande des évêques français, mais ceux-ci ont déjà envisagé d'envoyer des prêtres en Allemagne non pas avec le statut d'aumônier, mais avec celui d'ouvrier. Il s'agit là de la naissance du mouvement des prêtres ouvriers. Pionnier, l'abbé Bousquet arrive à Berlin le 15 janvier 1943.
À la suite du Père Bousquet, vingt-cinq prêtres sélectionnés par le père Rodhain sont envoyés clandestinement en Allemagne. En plus de ces clandestins organisés, d'autres prêtres ont été requis sans que leur qualité de religieux ait été repérée. Il y a également 273 prêtres prisonniers de guerre, transformés, comme cela est devenu possible, en « travailleurs libres ». Avec les 3 200 séminaristes et les militants de l'Action catholique partis contraints ou volontaires, cela représente au total une organisation de quelque 10 000 militants.
Pour les autorités Allemandes, les travailleurs étrangers sont autorisés à assister aux offices allemands, ils ne voient pas d'objection à ce que des ecclésiastiques étrangers soient employés comme travailleurs, à condition qu'ils s'abstiennent de toute activité spirituelle ou ecclésiastique. En mars 1944, Ernst Kaltenbrunner, chef de la sécurité du Reich, adresse une note à tous les fonctionnaires de la Gestapo où il leur donne la consigne de rechercher tous les prêtres et séminaristes camouflés en civils, de les expulser ou de les emprisonner en cas de faute grave et de dissoudre les groupes de JOC actifs, sous peine d'emprisonnement. Sur les vingt-cinq prêtres clandestins envoyés en Allemagne, douze seront envoyés en camp de concentration, généralement Dachau.
Les groupes de la JOC continuent malgré la répression. Un millier de groupes répartis dans quatre cents villes allemandes sont répartis en soixante-dix fédérations. Des clans scouts se forment. Jacques Duquesne, en parlant d'eux, évoque une « Église des catacombes » : « Ils se confessent en pleine rue, communient dans les escaliers […] ».

## Obéissance et Résistance

### La minorité collaborationniste
La majorité des évêques et des prêtres sont patriotes et ne comptent pas parmi les collaborationnistes, c'est-à-dire ceux qui pensent que la France doit s'engager résolument dans une collaboration avec l'Allemagne nazie. Certains se rangent cependant dans cette catégorie par antibolchevisme. Tel est le cas du cardinal Baudrillart, recteur de l'institut catholique qui déclare au journal Toute la vie, après l'attaque de l'URSS par l'Allemagne en juin 1941 :

« […] Prêtre et Français, dans un moment aussi décisif, pourquoi refuserais-je d'approuver la noble entreprise commune, dirigée par l'Allemagne, susceptible de délivrer la France, l'Europe, le monde, des chimères les plus dangereuses […] Voici les temps d'une nouvelle croisade […] »

La crainte du péril communiste pousse vers la collaboration une poignée de prêtres, religieux religieuses et militants laïcs. La caricature en est « monseigneur » Mayol de Lupé, qui n'est pas évêque malgré son titre, et qui devient aumônier de la LVF.
Les milieux collaborationnistes de Paris, sous l'influence de partis comme le RNP de Marcel Déat ou le PPF de Jacques Doriot, n'ont aucune proximité avec les milieux catholiques et reprochent même à Vichy son cléricalisme. Par contre les dirigeants de la Milice et beaucoup de miliciens se revendiquent comme catholiques. Parmi eux, Philippe Henriot, qui adhère à la milice en mars 1943 à titre honoraire, devient l'un des plus fervents propagandistes de la collaboration et, lorsqu'il sera nommé secrétaire d'État à l'information, il prononcera chaque jour deux éditoriaux au cours desquels il s'en prend régulièrement aux catholiques trop timides vis-à-vis de la collaboration et plus encore à ceux qui sont entrés dans la résistance.

### Une Église majoritairement légaliste et pétainiste
Spontanément pétainiste au moment de l'avènement du régime de Vichy, l'épiscopat reste fidèle au maréchal lorsque de plus en plus de Français, y compris des Français catholiques, s'engagent dans la Résistance.
À Londres, de Gaulle aurait bien voulu faire entrer dans son gouvernement au moins une personnalité catholique représentative. Pierre Brossolette, envoyé par lui en France en avril 1942, demande à sa femme de contacter Mgr Chevrot dont elle connaît les sentiments plutôt gaullistes. Mais Mgr Chevrot, volontaire pour partir à Londres, n'est, malgré son titre de « monseigneur », qu'un simple curé de paroisse qui pourrait bien se retrouver désavoué par sa hiérarchie s'il rejoignait de Gaulle. Mgr Saliège est peut-être le seul évêque à avoir entretenu des rapports fréquents avec les gaullistes, mais il n'est pas question qu'il parte à Londres. Aucun prélat n'ira s'afficher auprès de de Gaulle qui devra se contenter de faire entrer dans son gouvernement des personnalités catholiques laïques comme François de Menthon. Un Dominicain, le père Carrère, sera élu à l'Assemblée consultative d'Alger.
En France, les évêques sont fréquemment amenés à s'exprimer sur les actions de la Résistance intérieure qui appelle tous les Français à la soutenir. Invariablement, les évêques gardent le même discours légitimiste : le gouvernement de Vichy est légitime, il est seul bon juge de l'intérêt du pays, il n'est pas question de lui désobéir. Ainsi s'exprime, en substance, le 23 octobre 1943, l'évêque de Saint-Brieuc, Mgr Serrand, qui se réclame aussi du Souverain Pontife. « Serrons-nous autour de notre drapeau et de celui qui le porte » répond en écho Mgr Béguin, archevêque d'Auch. Le cardinal Liénart réaffirme aussi en novembre son soutien au vainqueur de Verdun en condamnant les actions violentes de la Résistance. Dès septembre 1941, Mgr Piguet, évêque de Clermont, avait condamné toute désobéissance : « Toute dissidence, à l'intérieur comme à l'extérieur, camouflée ou avouée, en quelque place qu'elle se trouve, est un malheur et une faute », et le 16 septembre encore, l'Assemblée des cardinaux et archevêques condamne « ces appels à la violence et ces actes de terrorisme qui déchirent aujourd'hui le pays, provoquant l'assassinat de personnes et le pillage des demeures ».
Comme le fait remarquer Jacques Duquesne, on pourrait s'attendre à ce que l'épiscopat fasse le tri dans les actes de la Résistance entre ce qui est permis et ce qui ne l'est pas. Ceci aurait conduit à reconnaître implicitement que la guerre faite par la Résistance à Vichy et aux Allemands pouvait être juste. La Hiérarchie catholique n'a pas franchi ce pas et s'en est tenue à la thèse de l'obéissance au pouvoir établi. « Ils ont considéré la Résistance comme un péché mortel », dira après la Libération Mgr Saliège en parlant de ses pairs.
Cette attitude de principe n'empêche pas les évêques de comprendre et de couvrir ceux de leurs prêtres qui sont engagés dans la Résistance ou d'intervenir auprès des autorités en faveur des Résistants condamnés, quel que soit le bord de ceux-ci. Ainsi, lorsque le militant jéciste devenu résistant Gilbert Dru est fusillé par les Allemands place Bellecour à Lyon le 27 juillet 1944, le cardinal Gerlier, qui a refusé à la famille de dire la messe de funérailles, fait connaître aux Allemands sa violente protestation. Le 1er juillet, à la cathédrale Notre-Dame à Paris, le cardinal Suhard avait donné l'absoute à la cérémonie funéraire du propagandiste Henriot, assassiné par la résistance, ce qui ne l'empêcha pas de venir se recueillir le lendemain 2 juillet devant la dépouille mortelle du père franciscain Corentin Cloarec, religieux résistant que la Gestapo venait d'assassiner le 28 juin 1944 dans son couvent.
L'Église a été sollicitée par la Résistance pour nommer des aumôniers dans les maquis, car de nombreux jeunes catholiques présents dans les maquis veulent recevoir les sacrements. En vertu de la réglementation, les prêtres n'ont le droit de célébrer des messes qu'à l'intérieur de leur diocèses, et ceux qui sont présents dans les maquis ne sont pas, en général, dans leurs diocèses. En revanche, les aumôniers militaires sont en dehors de cette réglementation car ils font partie, en quelque sorte, d'un diocèse militaire. Sur demande du cardinal Eugène Tisserant, en poste à Rome et favorable à la France libre, le pape demande à l'épiscopat français de « pourvoir à l'assistance spirituelle des hommes du maquis », le Saint-Siège adoptant ainsi la même position qu'il avait prise pour nommer les aumôniers de la France libre. En France, les évêques ne nommeront pas officiellement d'aumôniers des maquis, mais trouveront une formule permettant aux prêtres des maquis de donner les sacrements : on peut considérer que les maquisards sont in articulo mortis, c'est-à-dire, à l'article de la mort, et dans ce cas, le droit canon prévoit que tout prêtre peut donner des sacrements.

### Les résistants
Si la hiérarchie catholique a d'excellentes raisons de rester fidèle au chef de l'État, et des catholiques de rester obéissants à la hiérarchie et aux autorités « légitimes », d'autres catholiques ont aussi d'excellentes raisons de basculer dans la Résistance tout au long de la période 1940-1944. On voit des catholiques dans tous les mouvements de résistance, y compris dans ceux contrôlés par le parti communiste, comme Lucien Bunel, le père Jacques rendu célèbre par le film de Louis Malle, Au revoir les enfants, qui était membre du Front national. Mais certains mouvements ont été plus spécifiquement investis par les catholiques, et si beaucoup de catholiques s'engagent dans la résistance par simple patriotisme, d'autres le font en vertu de leurs convictions catholiques. On peut esquisser les contours d'une résistance catholique qui ne s'opposera que lentement à Pétain et à sa révolution nationale. Pour autant, dès 1941 la presse collaborationniste dénoncera les sympathies gaullistes d’une partie du clergé, puis polémiquera avec les évêques ayant dénoncé les rafles en 1942.
Une autre figure de la Résistance des catholiques français fut faite par le biais des déportations, comme le prêtre Roger Derry décapité à Cologne en 1943 pour faits de résistance ou encore le scout Marcel Callo, parti travailler en Allemagne dans le cadre du STO pour « effectuer un travail de missionnaire », qui sera déporté par la Gestapo car jugé « trop catholique ». Il mourra d’épuisement et de dysenterie dans le camp de Mauthausen, un mois avant la libération du camp.
Figure emblématique des résistants de sensibilité catholique, Edmond Michelet distribue dès le 17 juin 1940 dans les boîtes à lettres de Brive-la-Gaillarde, des tracts dénonçant la capitulation. Plus tard, il se retrouve responsable régional du mouvement Combat dans le Limousin. Indéniablement, de nombreux catholiques gravitent autour du mouvement Combat. François de Menthon, responsable de l'action catholique de 1927 à 1930, fonde le mouvement Liberté en novembre 1940 à Annecy. Farouchement anti-nazi, Menthon n'en est pas moins maréchaliste. Le 28 novembre 1941, Liberté fusionne avec Libération nationale d'Henri Frenay pour donner Combat. Au printemps 1941, Henri Frenay avait rencontré par l'intermédiaire du journaliste catholique Stanislas Fumet le jésuite Pierre Chaillet qui va écrire les chroniques religieuses dans les Petites Ailes et Vérités, précurseurs du journal Combat.
Le père Chaillet, qui est déjà impliqué dans l'Amitié chrétienne avec l'abbé Glasberg pour l'aide aux israélites et aux victimes du nazisme, va créer un journal clandestin, les Cahiers du Témoignage Chrétien dont le premier numéro, initialement tiré à 5 000 exemplaires, sort en novembre 1941. Il contient un texte théologique d'une cinquantaine de pages écrit par un autre jésuite, Gaston Fessard, et intitulé « France prends garde de perdre ton âme », qui insiste sur l'incompatibilité du nazisme et du christianisme. Quinze autres cahiers qui se présentent également sous forme de brochures sont publiés jusqu'à la Libération. En 1943, le tirage atteint 50 000 exemplaires. En mai 1943 sort le premier des treize numéros du Courrier du Témoignage chrétien qui se présente sous la forme d'un journal et dont le tirage dépassera les 100 000 exemplaires. Le grand mérite de Témoignage Chrétien sera de donner un fondement doctrinal aux chrétiens qui s'engagent dans la résistance, en particulier dans le mouvement des Jeunes chrétiens combattants. Si quelques initiés soupçonnent que le journal peut provenir des jésuites de la Fourvière à Lyon, beaucoup de prêtres ou de catholiques conservateurs doutent que Témoignage chrétien soit rédigé par des catholiques et soupçonnent une opération des communistes.
Représentative d'une partie de l'élite catholique influencée par les idées personnalistes d'Emmanuel Mounier, et qui a adhéré à la Révolution nationale, l'École des cadres d'Uriage, dirigée par le capitaine Pierre Dunoyer de Segonzac est un centre de stages pour les cadres du Secrétariat d'État à la Jeunesse. Les idées qui y sont distillées ressortent d'une sorte de chevalerie des temps modernes. L'enseignement est résolument spiritualiste, et les valeurs chrétiennes en sont le plus solide fondement. Emmanuel Mounier y fait quelques interventions, malgré l'interdiction de sa revue Esprit en août 1941. Fin décembre 1942, l'école est fermée et l'équipe d'Uriage passe à la Résistance. Le château d'Uriage devient alors le quartier général de la Milice. Beaucoup de messes y seront encore célébrées.
Statistiquement majoritaires dans la population française au moment de la guerre, les catholiques apparaissent minoritaires dans la Résistance, observe Étienne Fouilloux. S'il est difficile d'avancer des statistiques concernant les catholiques en général, on peut en rechercher concernant le clergé. Mais ces statistiques aussi sont imprécises, enchaine Michèle Cointet, qui croit bon d'avancer une centaine d'ecclésiastiques fusillés, décapités ou déportés, sans doute une erreur, car elle se réfère à Charles Molette qui lui-même se réfère au père Riquet qui parle de « 600 prêtres de France, fusillés, décapités ou envoyés en déportation ». En fait, 156 prêtres français détenus à Dachau est l'un des rares chiffres qui semble relativement exact. Parmi eux, tous ne sont pas résistants, un certain nombre a été arrêté pour avoir exercé une activité pastorale parmi les travailleurs du STO. D'autres prêtres ont pu succomber dans d'autres camps avant d'arriver à Dachau où a été progressivement regroupés la majorité des prêtres. Je suis frappée, écrit Michèle Cointet, dès que je me détourne de l'histoire nationale pour me plonger dans l'histoire locale, de la voir peuplée de prêtres et de religieuses résistants. D'un point de vue qualitatif, la Résistance du clergé s'est manifestée dans les domaines les mieux accordés à la vocation sacerdotale : la production des « armes de l'esprit et le sauvetage des juifs », ainsi que le sauvetage et l'évacuation hors de France d'autres personnes pourchassées : prisonniers de guerre évadés, résistants, pilotes alliés récupérés (comme le père Corentin Cloarec, ou encore le père Michel Riquet).

## Après la guerre

### La Libération et l'épuration
Le 3 mai 1944, Pie XII, reconnaissant « le culte affectueux et célèbre dont les Français l’honorent », déclara Thérèse de Lisieux patronne majeure de la France, venant ainsi former avec la Vierge Marie et Jeanne d'Arc, la trinité des grandes saintes patronnes du pays; geste à la symbolique forte pour les catholiques français sachant qu'un mois plus tard, allait avoir lieu sur la terre de la sainte, le Débarquement qui permit la Libération de la France.
Le 24 août 1944, le bourdon de Notre-Dame, puis toutes les cloches des églises de Paris saluent l'entrée dans la capitale des premiers chars de la division Leclerc.L'Église pétainiste deviendra assez rapidement gaulliste[réf. nécessaire], mais quelques comptes restent à régler. Le soutien qu'une grande partie de l'épiscopat a maintenu vis-à-vis des autorités de Vichy jusqu'à la Libération vaut à l'Église une épuration qui n'est pas prioritaire pour les nouvelles autorités, mais qui est exigée par une partie des résistants catholiques, au premier rang desquels se trouve le président du CNR Georges Bidault.
En novembre 1944, André Latreille, historien catholique, membre du Comité de libération de la Vienne, est nommé directeur des Cultes au ministère de l'Intérieur. Il reçoit une note du ministère des Affaires étrangères qui souhaite régler au plus vite avec le Vatican l'épineux problème de l'épuration épiscopale. Cette note comprend une liste des 25 prélats susceptibles d'être épurés.
Latreille établit en réponse une liste de douze prélats, fondée en partie sur une enquête demandée par le ministre de l'Intérieur aux commissaires de la République en décembre 1944.
Un collaborationniste notoire comme Mayol de Lupé — prélat, et non évêque comme cela fut écrit — est condamné en 1947 à quinze ans de réclusion (libéré en 1951), mais la question la plus délicate concerne les évêques moins collaborationnistes, mais qui ont condamné la Résistance. De Gaulle, qui pardonne difficilement au Vatican de n'avoir pas encore reconnu le GPRF, exige le départ du nonce apostolique Valerio Valeri. Son remplaçant est Mgr Roncalli, le futur pape Jean XXIII, à qui Georges Bidault demande la démission des trente évêques les plus compromis, ce que refuse le nouveau nonce. Finalement, de Gaulle exclut trois évêques « résidentiels », c'est-à-dire ceux qui ont la charge d'un diocèse, ceux qui avaient été le plus sévères vis-à-vis de la France libre. Quatre autres évêques présentent leur démission.
La question de l'anticléricalisme évolue avec le temps. À l'époque de la Libération proprement dite, on voit apparaître toute une série de comités, comités départementaux de la Libération (CDL), comités locaux de la Libération (CLL), issus de la clandestinité, qui veulent faire reconnaître leur autorité en des circonstances troublées, et qui veulent par conséquent apparaître comme très largement représentatifs. Les catholiques sont alors très recherchés, et pour beaucoup d'incroyants, le meilleur représentant des catholiques est toujours un prêtre. De nombreux comités locaux sollicitent alors la participation du curé, et ils veulent bien oublier alors les sermons qu'il a pu prononcer en faveur de Vichy[réf. nécessaire].
Au sein du monde catholiques, les blessures provoquées par les divergences du temps de l'occupation ne cicatrisent pas rapidement. Les laïcs et prêtres résistants n'oublient pas l'état d'abandon dans lequel ils se sont trouvés pendant quatre ans. Comme le note Jacques Duquesne, le ton des explications est parfois très vif, André Mandouze, rédacteur en chef de Témoignage Chrétien déclare le 6 juin 1945 à l'évêque de Marseille, Jean Delay :

« […] Monseigneur, humiliez-vous et reconnaissez vos erreurs. Si un certain nombre de vos fils, prêtres et laïcs n'avaient pas eu le courage de vous désobéir pendant quatre ans pour obéir à leur conscience, ni vous, ni la plupart de vos confrères n'occuperiez actuellement vos palais épiscopaux […] »

### Question scolaire et fondation du MRP
Avant même la Libération, la question de l'école libre ressurgit dans la vie politique française : Une ordonnance prise par le GPRF à Alger et « portant rétablissement de la légalité républicaine » a rendu caduque toute la législation de Vichy, y compris ce qui concernait l'enseignement.
En 1945, la question scolaire est un sujet de querelles aussi bien à l'assemblée consultative qu'au niveau des municipalités. Finalement, de Gaulle impose le maintien provisoire des subventions pour 1945. La guérilla scolaire reprend dans certains départements de l'ouest. Il faudra attendre 1959 et la loi Debré pour que soit confirmé de façon durable, dans ses grandes lignes, le système de subvention des écoles privées.
Aux élections d'avril 1945, premiers succès du Mouvement républicain populaire (MRP). L'ACJF compte une cinquantaine de ses anciens membres parmi l'assemblée constituante élue à la fin de 1945.À l'intérieur du monde catholique[réf. nécessaire], les démocrates chrétiens, que l'on considérait avant-guerre comme « la gauche » du catholicisme français, en deviennent la force dominante, au détriment de l'Action française. L'épiscopat continue de donner libre-cours à son « obsession prolétarienne », pour reprendre les termes de Michèle Cointet, comme en témoigne la déclaration de l'Assemblée des cardinaux et archevêques, le 28 février 1945 : « Avec tous les papes, nous condamnons le scandale de la condition prolétarienne ». Mais la masse catholique française est de tempérament conservateur, et le MRP sera bientôt freiné par ses électeurs.
En plus du tempérament conservateur des électeurs catholiques, la question scolaire constitue un bloc sur lequel vont se briser bien des volontés de rénovation. L'occasion d'une Social-démocratie à la française débarrassée de la querelle scolaire s'offre peut-être, mais personne n'ose la saisir, observe Jacques Duquesne qui cite Léon Blum lors du congrès SFIO de 1946 :

« […] Vous avez peur de la nouveauté… Vous n'en voulez pas quand elle se présente comme un apport de forces fraiches que vous avez accueillies au lendemain de la Libération avec méfiance […] »

### L'Église a-t-elle protégé les collaborationnistes?
Les catholiques, en général, et les résistants catholiques en particulier, auront tendance à limiter l'ampleur de l'épuration. Beaucoup de résistants catholiques comme le père Bruckberger ou François Mauriac interviennent fréquemment auprès de de Gaulle pour lui demander de gracier tel ou tel. Dans les années qui ont suivi la Libération, et jusque dans les années 1970, pour Paul Touvier, différentes institutions catholiques protègent d'anciens collaborateurs ou miliciens. Pour Michèle Cointet, il peut s'agir, selon les cas, de charité, de droit d'asile ou de complicité.
Dans l'immédiate après-guerre, il existe chez les catholiques un rejet des épurations sévères et violentes. En 1947, avec l'avènement de la guerre froide, cette question oppose catholiques et communistes qui dénoncent les couvents comme « dernier refuges des assassins et des traitres ». On parle de « complot des soutanes ». Le père Riquet, ancien résistant, se porte en première ligne pour défendre l'honneur de l'Église.
Raphaël Alibert trouve refuge chez les Cisterciens, Marcel Déat, pris en charge par des prêtres et des religieux, se convertit et se cache dans un couvent près de Turin où il meurt en 1955. Marc Augier vit en Argentine chez des bénédictins. Joseph Darnand se réfugie également dans un couvent italien avec le trésor de la Milice.

### Justifications et repentance
Après la guerre, l'Église tente parfois de publier des justifications plus ou moins officielles sur la façon dont elle a vécu l'occupation. En 1947, c'est l'archevêque-coadjuteur de Cambrai, Mgr Gerry, ancien secrétaire de l'ACA, qui s'efforce notamment de justifier le silence des années 1940 et 1941 sur le statut des Juifs. Plus sérieux est le travail de Charles Molette, prêtre et historien, mais il ne s'intéresse qu'aux prêtres, religieux et religieuses qui ont participé à la Résistance ou au sauvetage des Juifs.
En 1995, environ 85 évêques, prêtres, religieux et religieuses français avaient été honorés de la médaille Yad Vashem qui les reconnaissait Justes parmi les nations,. Dans son grand livre sur la déportation des Juifs de France, terminé en 1985, Serge Klarsfeld est amené à revoir à la hausse le rôle des catholiques dans le sauvetage des Juifs. C'est peut-être cette reconnaissance qui amène une Église décomplexée à faire acte de repentance. Le 30 septembre 1997, Mgr Olivier de Berranger, évêque de Seine-Saint-Denis, lit, au nom de l'épiscopat français une déclaration de repentance dont voici quelques extraits :

« […] Dans leur majorité, les autorités spirituelles, empêtrées dans un loyalisme et une docilité allant bien au-delà de l’obéissance traditionnelle au pouvoir établi, sont restées cantonnées dans une attitude de conformisme, de prudence et d’abstention, dictée pour une part par la crainte de représailles contre les œuvres et les mouvements de jeunesses catholiques […]. On ne saurait oublier les nombreuses démarches accomplies par les autorités ecclésiastiques pour sauver des hommes, des femmes. des enfants en danger de mort, ni le flux de charité chrétienne qui s’est déployé à la base, avec une générosité multiforme et en courant les plus grands risques. Pour le sauvetage de milliers et de milliers de Juifs. De leur côté et bien avant ces interventions, sans hésiter à choisir la voie de la clandestinité, des religieux, des prêtres, des laïcs ont sauvé l’honneur de l'Église, souvent de manière discrète et anonyme […] »